# Where Are We Now?
"Where Are We Now?" é o primeiro single do vigésimo quarto álbum de estúdio do músico britânico David Bowie, The Next Day. O single foi lançado no iTunes em 8 de janeiro de 2013, 66° aniversário de Bowie, juntamente a um videoclipe de Tony Oursler, que foi postado no site de Bowie como um retorno após hiato de anos. Foi gravado em segredo entre setembro e outubro de 2011.

## Créditos
- David Bowie: vocais, teclado
- Henry Hey: piano
- Tony Visconti: arranjo de cordas
- Gerry Leonard: guitarra
- Tony Levin: baixo
- Zachary Alford: bateria